# Sarmisegethuza
Sarmisegethusa vagy Sarmizegetusa Regia (királyi rezidencia) régészeti lelőhely, dák erőd és szentélyek romjaiból áll, amelyek a mai Románia területén fekszenek. A dák állam fővárosa és legfontosabb katonai, vallási és politikai központja volt a Római Birodalommal vívott háborúk előtt. 
A dák erődítmények néven ma a kulturális világörökség része.
A romok Gredistye közelében, Hunyad megyében, Erdélyben találhatók. Valószínűleg az i. e. 1. században építették Burebista dák király uralkodása idején, aki egyesítette az addig különálló dák törzseket, s egy egységes országnak erős fővárost építtetett.

## Képek

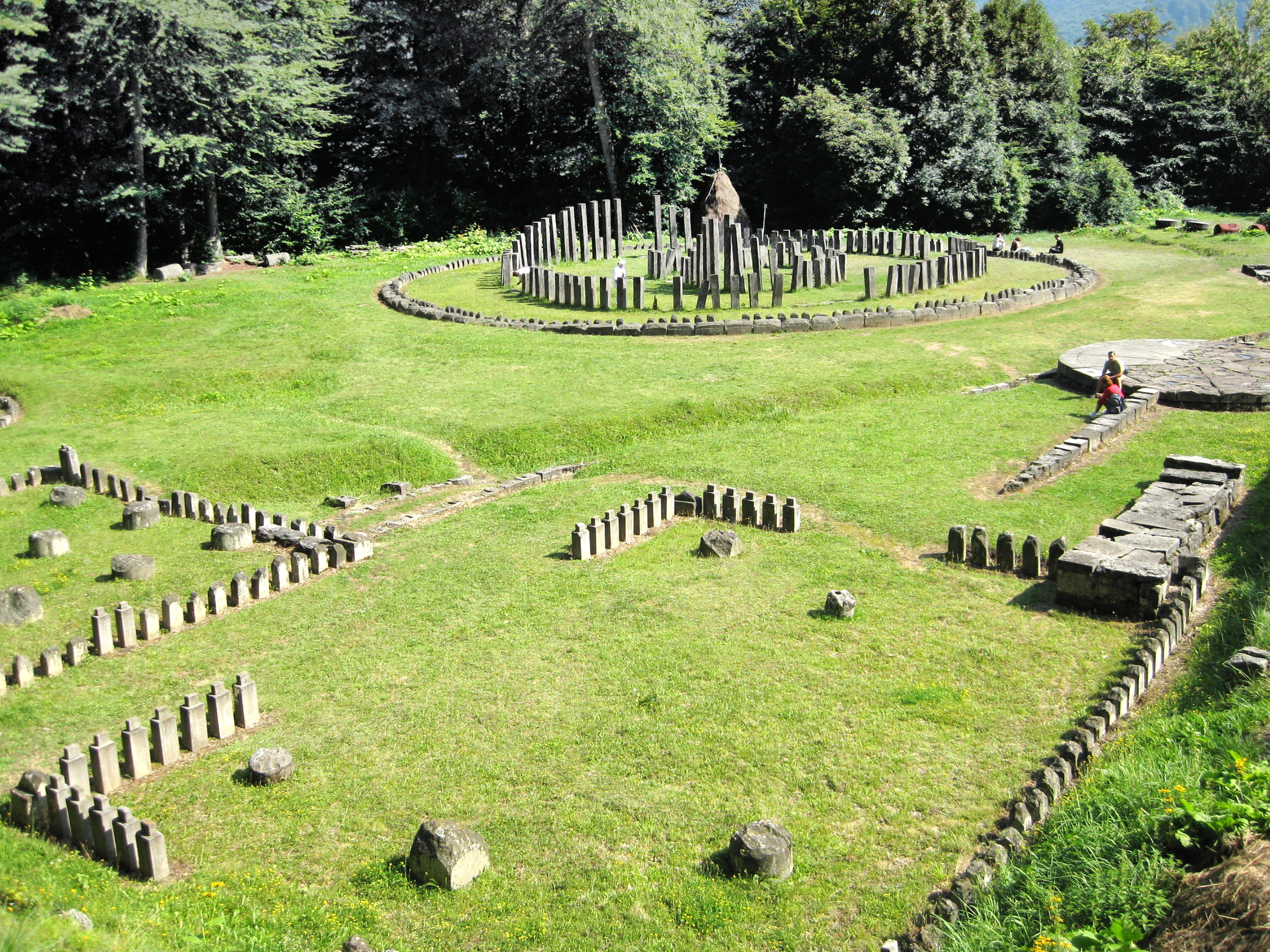
Szentélyek
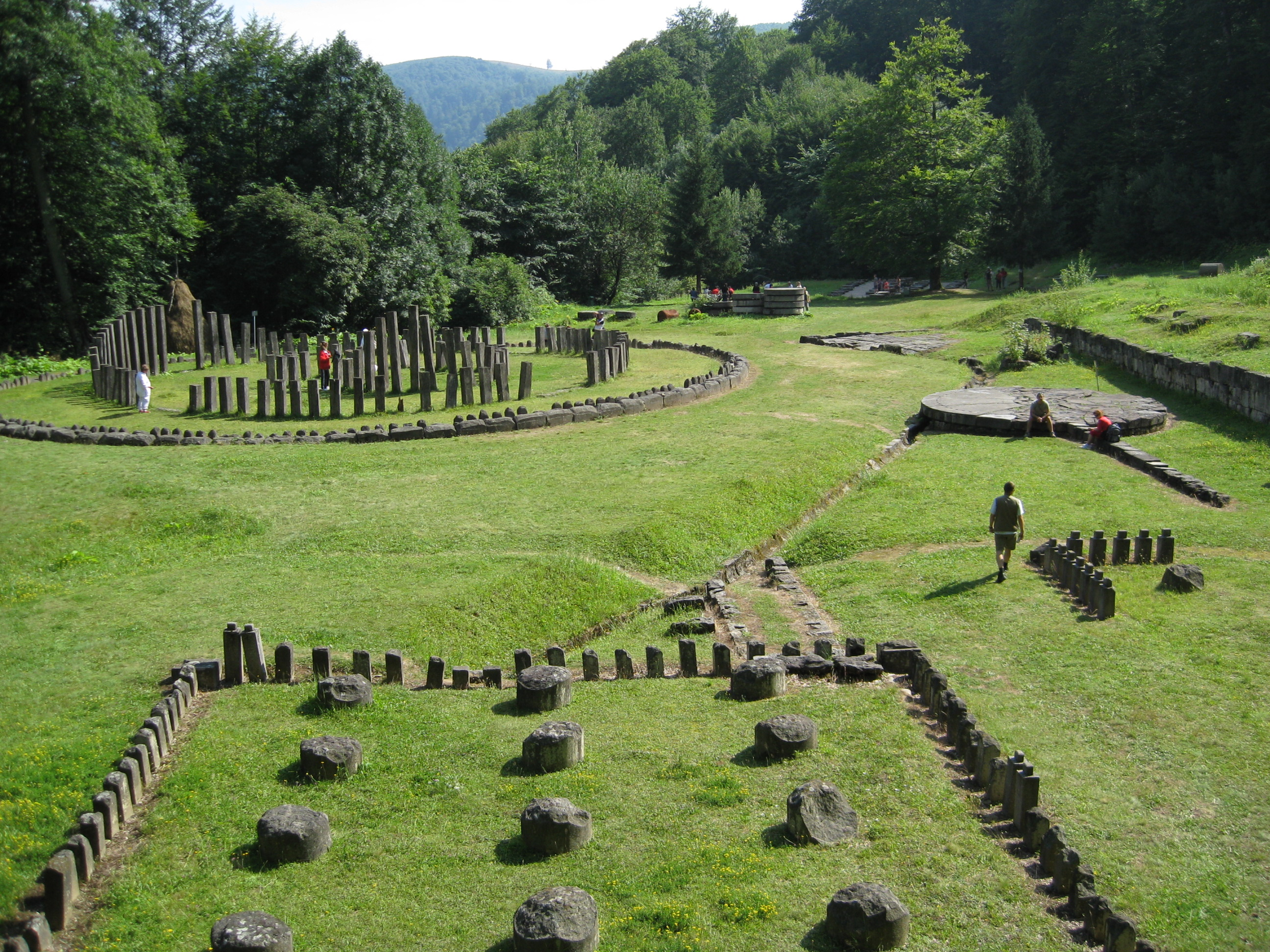
A terület
Alaprajz
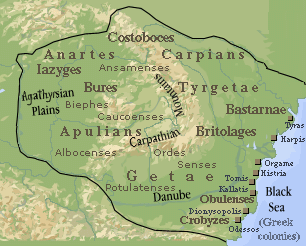
Dacia területe Burebista uralkodása idején, i. e. 82-ben